# Colégio Província de São Pedro
O Colégio Província de São Pedro é um colégio particular, não-confessional, localizado na cidade brasileira de Porto Alegre, no estado do Rio Grande do Sul.

## História
Situado na rua Marechal Andréa n.º 345, no bairro Boa Vista, o Colégio começou sua história em 1979, como uma instituição de educação infantil chamada Castelinho, que funcionou na Praça do Japão.
A escola se tornou pioneira do Brasil na participação do evento de robótica FIRST, criando no ano de 2000. O team #383 foi a primeira equipe de robótica de um país de língua não inglesa a participar do FIRST.
Em 2007, o Colégio obteve a primeira colocação no estado do Rio Grande do Sul nas provas do Exame Nacional do Ensino Médio (ENEM), com uma média de 78,41 pontos, acima da média nacional (58,52). Dentro de todas as escolas do país, ficou em 64.° lugar.